# Georgi Schukow (Fußballspieler)
Georgi Schukow (niederländisch Georgi Zjoekov, russisch Гео́ргий Жу́ков; * 19. November 1994 in Semei, Kasachstan) ist ein belgisch-kasachischer Fußballspieler, der bei Wisła Krakau unter Vertrag steht.

## Karriere

### Verein
Schukow begann seine Profikarriere beim belgischen Verein Beerschot AC. Sein Debüt gab er am 18. November 2012 im Spiel gegen Sporting Lokeren, als er in der 76. Minute für Guillaume François eingewechselt wurde. Nachdem er drei Spiele für Beerschot absolviert hatte, wechselte er 2013 zu Standard Lüttich. Von dort wurde er zuerst an den FK Astana verliehen und gewann dort 2014 und 2015 die Meisterschaft. Später folgte eine weitere Ausleihe an Roda JC Kerkrade. Im Sommer 2016 nahm ihn dann der russischen Erstligisten Ural Jekaterinburg unter Vertrag. Von dort ging er weiter zu Kairat Almaty, wo er zweimal den nationalen Pokal gewinnen konnte. Seit Anfang 2020 steht er nun bei Wisła Krakau in Polen unter Vertrag.

### Nationalmannschaft
Schukow absolvierte 2013 drei Spiele für die belgische U-19-Nationalmannschaft. Anschließend entschied er sich, für den kasachischen Verband zu spielen und wurde 2014 im Kader der kasachischen U-21-Nationalmannschaft eingesetzt. Sein erstes Spiel absolvierte er dort am 25. Januar 2014 gegen Weißrussland; es endete mit einer 1:4-Niederlage für Kasachstan. Seinen ersten Einsatz in der A-Nationalmannschaft hatte er am 31. März 2015 im Freundschaftsspiel gegen Russland (0:0).

## Erfolge
- Kasachischer Meister: 2014, 2015
- Kasachischer Pokalsieger: 2017, 2018
- Kasachischer Superpokalsieger: 2015, 2017